# Roberto Masciarelli
Roberto Masciarelli (Ancona, 5 settembre 1963) è un allenatore di pallavolo ed ex pallavolista italiano, di ruolo centrale.

## Palmarès

### Giocatore

#### Club

##### Competizioni nazionali
- Campionati: 1

Porto Ravenna: 1990-1991
- Coppe Italia: 1

Porto Ravenna: 1990-1991

##### Competizioni internazionali
- Champions League: 3

Porto Ravenna: 1991-1992, 1992-1993, 1993-1994
- Coppe CEV: 1

Falconara: 1985-1986
- Supercoppa europea: 2

Porto Ravenna: 1992, 1993
- Coppa del Mondo per club FIVB: 1

Porto Ravenna: 1991

### Allenatore

#### Club

##### Competizioni nazionali
- Coppe Italia: 1

Lube: 2002-2003

##### Competizioni internazionali
- Champions League: 1

Lube: 2001-2002